# Ernst Bauer (Mediziner)
Ernst Bauer (* 26. August 1848 in Herborn; † 10. Januar 1930 in Stettin) war ein deutscher Mediziner. Er leitete 42 Jahre die Hebammenlehranstalt in Stettin.

## Leben und Wirken
Er besuchte das Gymnasium in Wiesbaden und begann zunächst ein Studium der Forstwissenschaft. Ab 1867 studierte er dann Medizin an den Universitäten Gießen und Greifswald, promovierte 1872 zum dr. med. und entwickelte sich zum Spezialisten auf dem Gebiet der Gynäkologie. 1876 wurde er zweiter Lehrer und im Oktober 1880 zum Direktor der Hebammenlehranstalt berufen. Die erste Hebammenlehranstalt in Stettin war 1803 eröffnet worden und für 24 Schülerinnen ausgelegt.
1894 wurde auf sein Betreiben hin die Landesfrauenklinik Stettin neu erbaut worden, nachdem das Gebäude des ursprünglichen Hebammenlehrinstituts in der Elisabethstraße zu eng geworden und moderneren Anforderungen nicht mehr gewachsen war. 42 Jahre leitete er als Direktor dieses Institut und entwickelte einige Geburtshilfen und -techniken. 1922 schied er altersbedingt aus dem aktiven Dienst aus. Sein Amtsnachfolger wurde der Gynäkologe Siegfried Stephan.
Für seine Verdienste auf dem Gebiet des Medizin wurde ihm 1905 der Titel Geheimer Sanitätsrat verliehen.